# Lijst van buitenechtelijke kinderen van Belgische koningen
Dit is een lijst van officiële of veronderstelde buitenechtelijke kinderen van de Belgische koningen.
- Leopold I van België met Arcadie Claret:
  - Georg von Eppinghoven (1849 - 1904), baron van Eppinghoven
  - Arthur von Eppinghoven (1852 - 1940), baron van Eppinghoven

- Leopold II van België met Blanche Delacroix, zogenaamde barones de Vaughan:
  - Lucien Philippe Marie Antoine Durrieux (1906 - 1984), zogenaamde hertog van Tervuren
  - Philippe Henri Marie François Durrieux (1907 - 1914), zogenaamde graaf van Ravenstein

- Leopold III van België
  - Ingeborg Verdun (1939)
  - Onbekende zoon met een Franse hofdame (1954)
  - Fernand 'Freddy' Estenne (~1921)

- Albert II van België met barones Sybille de Selys Longchamps:
  - Jonkvrouw Delphine Michèle Anne Marie Boël (1968)